# Luchthaven L'Espérance
L'Espérance Airport (Frans: Aérodrome de Grand-Case Espérance of Aéroport de Grand-Case Espérance) (IATA: SFG/CCE, ICAO: TFFG), ook wel Grand Case Airport, is een publieke luchthaven gelegen in Grand Case op het Franse gedeelte van Sint-Maarten in het Franse overzeese gebied.